# Hugo Romeo Guerra
Hugo Romeo Guerra (Canelones, 18 de marzo de 1966-Arrecifes, 11 de mayo de 2018) fue un futbolista y técnico uruguayo. Desarrolló la mayor parte de su carrera futbolística en equipos de Argentina y de Uruguay.
Es muy recordado por haber marcado el primer gol en la final de la Copa Centenario que coronó campeón a Club de Gimnasia y Esgrima La Plata. En el segundo semestre de 1996 es comprado por Boca Juniors, renovando absolutamente el plantel con refuerzos de renombre tales como: Fernando Cáceres, Facundo Sava, Julio César Toresani, Diego Cagna, Sebastián Rambert, Roberto Pompei, Diego Latorre y un joven Juan Riquelme, siendo su gol más recordando contra el River Plate el 29 de septiembre, gol anotado con la nuca en el último minuto del superclásico, y el 10 de noviembre el segundo gol contra el Club Atlético Unión, siendo esa misma tarde el debut de Juan Riquelme en primera división.
Tuvo ocho apariciones con la selección uruguaya de fútbol, entre 1992 y 1993. Jugó en la Copa América 1993, en Ecuador. Hizo su debut en un partido amistoso contra Brasil (1-0) el 30 de abril de 1992 en el estadio Centenario de Montevideo, bajo la dirección técnica de Luis Cubilla.
Falleció a los 52 años, el 11 de mayo de 2018, por un paro cardíaco en Arrecifes, localidad donde residía. Hasta su fallecimiento fue director técnico del Club Sports Salto, de la ciudad de Salto, provincia de Buenos Aires.

## Clubes
| Equipo                       | País      | Año       | PJ  | Goles |
| ---------------------------- | --------- | --------- | --- | ----- |
| Peñarol                      | Uruguay   | 1982-1983 | 0   | 0     |
| El Tanque Sisley             | Uruguay   | 1985      | 0   | 0     |
| Nacional                     | Uruguay   | 1986-1989 | 23  | 7     |
| Colón FC                     | Uruguay   | 1990-1991 | 0   | 0     |
| Gimnasia LP                  | Argentina | 1991-1994 | 103 | 32    |
| Toluca                       | México    | 1994      | 7   | 0     |
| Huracán                      | Argentina | 1995-1996 | 37  | 15    |
| Boca Juniors                 | Argentina | 1996      | 12  | 5     |
| Huracán                      | Argentina | 1997-1998 | 43  | 9     |
| Ferro Carril Oeste           | Argentina | 1998-1999 | 29  | 6     |
| Almirante Brown de Arrecifes | Argentina | 1999-2001 | 29  | 18    |
| Atlético Tucumán             | Argentina | 2001-2002 | 20  | 1     |
| Club Atlético Tiro Federal   | Argentina | 2002-2003 | 36  | 16    |

## Palmarés

### Campeonatos nacionales
| Título          | Equipo      | País      | Año  |
| --------------- | ----------- | --------- | ---- |
| Copa Centenario | Gimnasia LP | Argentina | 1991 |

### Campeonatos internacionales
| Título              | Equipo   | Sede         | Año  |
| ------------------- | -------- | ------------ | ---- |
| Copa Libertadores   | Nacional | Montevideo   | 1988 |
| Recopa Sudamericana | Nacional | Buenos Aires | 1989 |
| Copa Interamericana | Nacional | Montevideo   | 1989 |